# Phetchabun (província)
Phetchabun é uma província da Tailândia. Sua capital é a cidade de Phetchabun.